# COROT-2b
COROT-2b (formalmente conocido como COROT-Exo-2b es el segundo planeta extrasolar detectado por el led francés COROT, orbita la estrella COROT-2 a una distancia de 930 años luz de la Tierra hacia la constelación Aquila. Su descubrimiento fue anunciado en diciembre de 2007.
Es un enorme Júpiter caliente, alrededor de 1.43 veces el radio de Júpiter y aproximadamente 3.3 veces más masivo. Su enorme tamaño se debe al calor de su estrella, lo que causa que las capas externas de la atmósfera condensen. El enorme radio de este planeta hace suponer que es realmente caliente, estimadamente alrededor de 1500 K, incluso más caliente de lo que se esperaría a su cercanía con su estrella. Esto podría ser una pista de que el planeta se calienta a través de fuerzas de marea causadas por las interacciones gravitatorias con otro planeta.
COROT-2b orbita su estrella en aproximadamente 1,7 días.